# Liste der Monuments historiques in Chevigny-en-Valière
Die Liste der Monuments historiques in Chevigny-en-Valière führt die Monuments historiques in der französischen Gemeinde Chevigny-en-Valière auf.

## Liste der Objekte
| Bezeichnung                        | Beschreibung                                        | Standort                       | Kennzeichnung | Schutzstatus | Datum | Bild |
| ---------------------------------- | --------------------------------------------------- | ------------------------------ | ------------- | ------------ | ----- | ---- |
| Gedenktafel                        | Kalkstein, bezeichnet 1556                          | in der Kirche St-Didier (Lage) | PM21000613    | Classé       | 1984  |      |
| Reliquienbüste Heiliger Desiderius | Holz, farbig gefasst und vergoldet, 18. Jahrhundert | in der Kirche St-Didier (Lage) | PM21003725    | Inscrit      | 1981  |      |
| Skulptur Madonna mit Kind          | Holz, farbig gefasst, 17. Jahrhundert               | in der Kirche St-Didier (Lage) | PM21003726    | Inscrit      | 1981  |      |